# Carol Anderson
Carol Anderson (17 de junho de 1959) é uma acadêmica americana. Ela é a professora Charles Howard Candler de estudos afro-americanos na Universidade Emory. Sua pesquisa se concentra em políticas públicas relacionadas a raça, justiça e igualdade.

## Educação
Anderson obteve bacharelado e mestrado na Universidade de Miami em Oxford, Ohio, nos anos de 1981 e 1983, respectivamente. Ela obteve um PhD em história pela Universidade Estadual de Ohio em 1995. Posteriormente, recebeu uma bolsa para estudar na Universidade de Harvard em 2005, onde trabalhou em seu livro, Bourgeois Radicals: The NAACP and the Struggle for Colonial Liberation, 1941–1960.

## Carreira
Anderson trabalhou como professora associada de história na Universidade de Missouri, em Columbia. Ela recebeu uma bolsa de estudos por excelência em ensino em 2001. Em 2009, Anderson ingressou no corpo docente do departamento de Estudos Afro-Americanos da Universiadde Emory em Atlanta, Geórgia.
Em um artigo de opinião para o jornal The Washington Post em 2014, Anderson argumentou que a agitação após os tumultos de Ferguson em 2014 foi uma manifestação de "fúria branca" ou reação branca contra o avanço afro-americano. A coluna foi um dos artigos mais lidos do ano, recebendo milhares de comentários, e Anderson conseguiu um contrato de livro. O livro resultante, White Rage: The Unspoken Truth of Our Racial Divide, expandiu a história do racismo antinegro e da retaliação nos Estados Unidos.
White Rage tornou-se um best-seller do The New York Times, e foi listada como um livro notável de 2016 pelo jornal americano, The Washington Post, The Boston Globe, e o Chicago Review of Books. White Rage também foi listado pelo The New York Times como uma escolha dos editores, e ganhou o National Book Critics Circle Award de 2016 pela crítica.
Anderson discutiu o contexto histórico da supressão de eleitores em relação à suposta fraude eleitoral de eleitores minoritários durante as eleições presidenciais de 2016 nos Estados Unidos. Ela também afirmou que a "fúria branca" foi o motivo da eleição de Donald Trump.
Anderson protestou contra os abusos dos direitos humanos de trabalhadores rurais na Flórida, em aliança com a Coalition of Immokalee Workers (em inglês: CIW). Ela se juntou ao CIW ao pedir que a rede de supermercados Publix se juntasse ao Fair Food Program em resposta.
Anderson foi membro do Comitê Consultivo Histórico do Departamento de Estado dos Estados Unidos. Ela faz parte do Conselho de Administração da Iniciativa Nacional de Direitos Econômicos e Sociais (em inglês: NESRI).
Anderson foi destaque no documentário de 2019 intitulado After Selma, dirigido por Loki Mulholland, onde ela descreve a história e o estado atual da supressão de eleitores nos Estados Unidos.
Anderson foi nomeada bolsista WEB Dubois de 2021 da Academia Americana de Ciências Políticas e Sociais.

## Obras publicadas
- Anderson, Carol (21 de abril de 2003). Eyes Off the Prize: The United Nations and the African American Struggle for Human Rights, 1944–1955 (em inglês). [S.l.]: Cambridge University Press. ISBN 9780521531580
- Anderson, Carol (8 de dezembro de 2014). Bourgeois Radicals: The NAACP and the Struggle for Colonial Liberation, 1941–1960 (em inglês). [S.l.]: Cambridge University Press. ISBN 9780521763783
- Anderson, Carol (31 de maio de 2016). White Rage: The Unspoken Truth of Our Racial Divide (em inglês). [S.l.]: Bloomsbury Publishing USA. ISBN 9781632864147
- Anderson, Carol (11 de setembro de 2018). One Person, No Vote: How Voter Suppression Is Destroying Our Democracy (em inglês). [S.l.]: Bloomsbury Publishing USA. ISBN 9781635571370
- Anderson, Carol (1 de junho de 2021). The Second: Race and Guns in a Fatally Unequal America (em inglês). [S.l.]: Bloomsbury Publishing USA. ISBN 9781635574258

## Prêmios e honrarias
- 2003 – Gustavus Myers Outstanding Book Award, Eyes Off the Prize;[27]
- 2004 – Myrna F. Bernath Book Award, Eyes Off the Prize;[28]
- 2016 – Politico 50;[29]
- 2016 – Vencedora, National Book Critics Circle Award for Criticism, White Rage;[18]